# Kråktjärnen (Gunnilbo socken, Västmanland, 663333-149969)
Kråktjärnen är en sjö i Skinnskattebergs kommun i Västmanland och ingår i Norrströms huvudavrinningsområde.